# لورا دين (مصممة رقص)
لورا دين (بالإنجليزية: Laura Dean)‏ هي مصممة رقص أمريكية، ولدت في 3 ديسمبر 1945 في جزيرة ستاتن في الولايات المتحدة.